# Milton (Virginia Occidentale)
Milton è un comune degli Stati Uniti d'America, situato nello Stato della Virginia Occidentale, nella Contea di Cabell.